# Joseph Fischhof

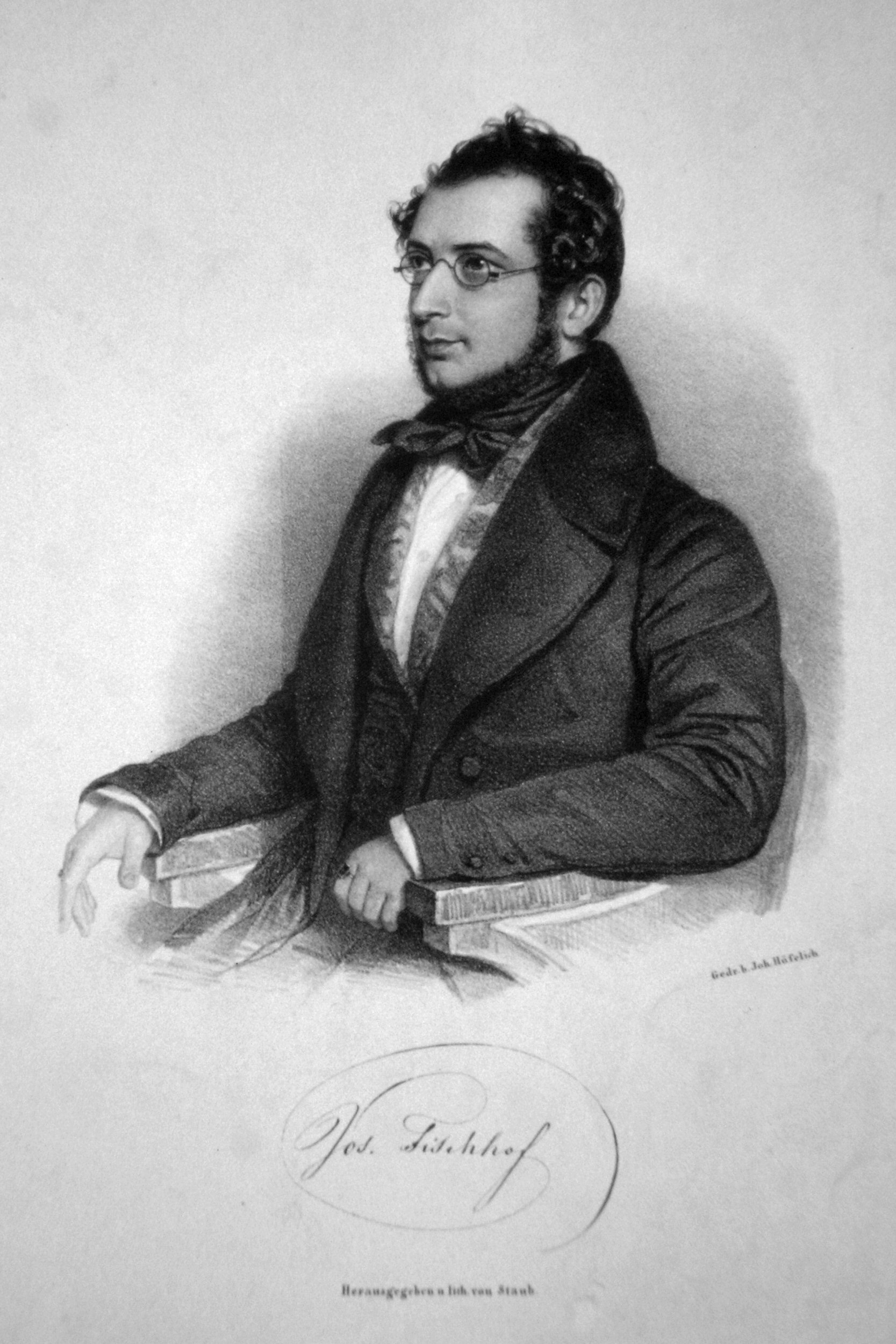
Joseph Fischhof, Lithographie von Andreas Staub, um 1840

Joseph Fischhof (* 4. April 1804 in Butschowitz, Mähren; † 28. Juni 1857 in Wien) war ein österreichischer Komponist, Musiklehrer und Autor.

## Leben
Joseph Fischhof studierte ursprünglich in Brünn und Wien Medizin. Schon in dieser Zeit beschäftigte er sich intensiv mit der Musik, wobei unter anderem auch Ignaz von Seyfried sein Lehrer für Komposition war. Nach dem Tode seines Vaters 1827 gab er das Studium auf, widmete sich ausschließlich der Musik und war bald einer der gesuchtesten Klavierlehrer in Wien. 1833 wurde er als Professor für Klavier am Konservatorium der Gesellschaft der Musikfreunde berufen. Als Lehrer hatte er großen Einfluss auf eine ganze Generation von Pianisten, denen er Bach, Beethoven und Chopin nahebrachte. Fischhof versuchte sich auch als Komponist von Klavierstücken und Liedern, war aber hier nicht erfolgreich.
Sehr angesehen war er dagegen als Musikautor und seine Schriften trugen viel zum besseren Verständnis für Musik bei.
Fischhof gehörte auch zum Kreis von Robert Schumann, als dieser 1838/1839 versuchte, sich in Wien mit seiner Neue Zeitschrift für Musik zu etablieren. Er war auch Clara Wiecks engster Vertrauter bei ihrem Aufenthalt in Wien.
Bei seinem Tod hinterließ er eine bedeutende Bibliothek mit wertvollen Autographen. Sie gelangte zunächst in den Besitz des Berliner Verlegers Julius Friedländer, der sie 1859 an die Königliche Bibliothek in Berlin verkaufte. Darunter befindet sich das sogenannte „Fischhof-Manuskript“ mit bedeutenden Dokumenten für eine – nicht realisierte – Biographie Beethovens. Es beinhaltet auch eine Abschrift von Beethovens verschollenem Tagebuch.
Er selbst führte vom 8. September 1827 bis zum 3. August 1829 ebenfalls ein Tagebuch, das sich heute in der Wienbibliothek befindet.

## Familie
Joseph Fischhof heiratete 1852 Ernestine Spitzer (* 3. August 1830 in Wien, † 26. Februar 1873 ebenda). Nach seinem Tod heiratete sie 1863 in zweiter Ehe Jacob Berlyn (* 25. April 1816 in Frankfurt am Main, † 1905 Wien).
Fischhof hatte daneben einen jüngeren Bruder, den Bankier Julius Fischhof (1823–1887), dessen Sohn Robert Fischhof ein bekannter Pianist wurde.

## Schriften (Auswahl)
- Einige Gedanken über die Auffassung von Instrumentalcompositionen in Hinsicht des Zeitmaaßes, namentlich bei Beethoven’schen Werken, in: Caecilia, Band 26, Mainz 1847, S. 84–98
- Versuch einer Geschichte des Clavierbaues. Mit besonderem Hinblicke auf die Londoner Große Industrie-Ausstellung im Jahre 1851, nebst statistischen darauf bezüglichen Andeutungen etc, Wien 1853 (Digitalisat)
- Classische Studien für das Piano-Forte. Aus Meisterwerken gewählt ... von J. Fischhof, etc.

## Briefe
- Renate Federhofer-Königs: Zum Wiener Musikleben im November 1839. Zwei Zuschriften von Joseph Fischhof an Robert Schumann, in: Biblos. Beiträge zu Buch, Bibliothek und Schrift, hrsg. von der Österreichischen Nationalbibliothek, Band 48 (1999), S. 31–50
- Briefwechsel Robert und Clara Schumanns mit Korrespondenten in Österreich, Ungarn und Böhmen, hg. von Klaus Martin Kopitz, Michael Heinemann, Anselm Eber, Jelena Josic, Carlos Lozano Fernandez und Thomas Synofzik (= Schumann-Briefedition, Serie II, Band 27), Köln 2023, S. 370–547; ISBN 978-3-86846-052-0